# Phan Huy Chú
Phan Huy Chú (chữ Hán: 潘輝注; 1782 – 28 tháng 5 năm 1840) là một chính trị gia, nhà thơ, nhà thư tịch lớn, và nhà bác học thời nhà Nguyễn trong lịch sử Việt Nam.

## Xuất thân
Phan Huy Chú sinh ra và lớn lên ở thôn Thụy Khuê, thuộc huyện Yên Sơn, phủ Quốc Oai (trước thuộc tỉnh Sơn Tây, sau thuộc Hà Tây và nay là thôn Thụy Khuê, xã Sài Sơn, huyện Quốc Oai, thành phố Hà Nội). Quê gốc của ông là thôn Chi Bông, xã Thu Hoạch (đầu thời Nguyễn thuộc huyện Thiên Lộc, phủ Đức Quan, trấn Nghệ An, nay thuộc xã Thạch Châu, huyện Thạch Hà, tỉnh Hà Tĩnh). Ông có tên khai sinh là Hạo, sau vì kiêng quốc húy của nhà Nguyễn mới đổi là Chú, tự Lâm Khanh, hiệu Mai Phong.
Ông xuất thân trong gia đình có truyền thống khoa bảng. Ông là con trai thứ ba của Lễ bộ Thượng thư, tiến sĩ Phan Huy Ích. Phan Huy Ích là một nhà nho danh tiếng đương thời, đỗ tiến sĩ và làm quan đời cả 3 triều Lê Trung Hưng, Tây Sơn và Nguyễn. Ông nội Phan Huy Chú là tiến sĩ Phan Huy Cận (sau đổi tên là Áng). Năm 1787, Phan Huy Cận, sau khi từ giã chốn quan trường dưới triều Lê-Trịnh đã đến ở làng Thụy Khuê, và trở thành "ông tổ đầu tiên của chi phái Phan Huy" ở đây. Phan Huy Ôn, một nhà nho danh tiếng khác đời Lê Trung Hưng - con trai thứ ba của Phan Huy Cẩn, là chú của Phan Huy Chú.
Mẹ Phan Huy Ích là Ngô Thị Thực, con gái của Ngô Thì Sĩ, em gái của Ngô Thì Nhậm, vì thế Ngô Thì Sĩ là ông ngoại của ông và Ngô Thì Nhậm là cậu ruột của ông. Bà Ngô Thì Thực mất khi ông 10 tuổi. Ông còn một người anh là Phan Huy Thực. 
Tác động của dòng dõi tài danh, hiếu học và sự kết giao với những trí thức thời ấy đã ảnh hưởng rất lớn đến tinh thần và tính cách của Phan Huy Chú, góp phần định hình ông như là một nhà bác học sau này.
Phan Huy Chú thưở nhỏ được cha mẹ nuôi dạy chu đáo, lại từng được cậu ruột Ngô Thì Nhậm rèn dạy từ lúc 6 tuổi nên nổi tiếng hay chữ ở miền phủ Quốc tỉnh Sơn, nhưng cả hai lần thi Hương (Đinh Mão 1807 và Kỷ Mão 1819) ông chỉ đỗ Tú tài (nên tục gọi ông là "Kép Thầy", vì ở làng Thầy và đỗ hai lần). Kể từ đó, ông thôi việc thi cử, chỉ chuyên tâm vào việc nghiên cứu và trước tác.
Phan Huy Chú kết hôn với bà Nguyễn Thị Vũ, con gái Tiến sĩ Nguyễn Thế Lịch (tức Nguyễn Gia Phan), người thôn Yên Lũng, Từ Liêm (nay thuộc Hoài Đức, Hà Nội). Ông Lịch giỏi nghề thuốc, và từng làm quan trải đến chức Thượng thư bộ Hộ dưới triều Tây Sơn. Năm 1803, ông Lịch bị vua Gia Long sai đánh đòn tại Văn Miếu cùng với Ngô Thì Nhậm.

## Sự nghiệp
Từ khi còn đi học, Phan Huy Chú đã bắt đầu bộ sách Lịch triều hiến chương loại chí, một bộ bách khoa toàn thư. Đến năm 1809, bộ sách đã cơ bản hoàn thành.
Năm Canh Thìn (1820), Minh Mạng năm thứ nhất, Phan Huy Chú được gọi vào kinh đô Huế và cho giữ chức Biên tu trường Quốc tử giám ở Huế.
Gọi bọn Tiến sĩ triều Lê là Nguyễn Đăng Sở và Đỗ Lệnh Thiện, Sinh đồ ở Bắc Thành là Phạm Đình Hổ, Phan Huy Chú, sĩ nhân là Ngô Du, Đoàn Nguyên, Đỗ Huy Ngạc, Nguyễn Minh Khiêm, do bộ dẫn vào yết kiến. Lệnh Thiện và Đình Hổ vì ốm từ không đến. Đăng Sở đến Kinh, được bổ Hàn lâm viện Tu soạn. Bọn Huy Chú được bổ các chức Biên tu, Kiểm thảo, theo bậc khác nhau.
Năm Tân Tỵ (1821), ông dâng lên vua bộ sách Lịch triều hiến chương loại chí do ông biên soạn và được khen thưởng.
Hàn lâm viện Biên tu Phan Huy Chú dâng bộ sách do mình soạn là Lịch triều hiến chương loại chí (49 quyển). Thưởng cho một cặp áo sa, 30 lạng bạc.
...
Sai Văn thư phòng tiến lãm bộ Lịch triều hiến chương của Phan Huy Chú dâng. Vua quay hỏi Phan Huy Thực rằng : “Sách này Chú tự soạn thuật hay là sưu tập sách sẵn của các nhà ?”. Tâu rằng : “Cũng có tìm xa lấy rộng”. Vua nói rằng : “Sách này soạn thuật dẫu khéo, nhưng lập ngôn thường thường bênh vực họ Trịnh thì kiến thức cũng quê”.
Năm Quý Mùi (1823), ông dâng sớ điều trần nhưng bị bác.
Lang trung Lại bộ là Phan Huy Chú dâng sớ điều trần bốn việc, nói nhiều điều viển vông bậy bạ, không thiết việc đời. Vua xem cười rằng : “Chú cầu tiến thân mong hợp ý, cũng như bọn Mao Toại tự tiến vậy”. Trả sớ lại.
Năm Ất Dậu (1825), ông được sung làm Phó sứ sang Trung Quốc. Khi về, được làm Phủ thừa phủ Thừa Thiên, rồi thăng Hiệp trấn Quảng Nam (1829). Ít lâu sau, ông bị giáng vì phạm lỗi, được điều động về Huế giữ chức Thị độc ở Viện Hàn lâm. Năm Tân Mão (1831), lại sung Phan Huy Chú làm Phó sứ sang nhà Thanh (Trung Quốc). Nhưng khi về nước, thì cả đoàn sứ bộ đều bị giáng chức vì tội "lộng quyền", riêng ông bị cách chức. Sử không chép rõ về việc ông "lạm quyền" là như thế nào.
Sứ bộ sang nhà Thanh là bọn Hoàng Văn Đản, Trương Hảo Hợp và Phan Huy Chú, khi về bắt nhiều phu trạm đài đệ các đồ riêng... Trương Hảo Hợp và Phan Huy Chú đều cách chức, theo bộ ra sức làm việc để chuộc tội.
Năm sau (Nhâm Thìn 1832), cho ông làm phục dịch trong phái bộ sang Batavia (Giang Lưu Ba, Indonesia) để lập công chuộc tội. Năm Quý Tỵ (1833), khi trở về, ông được bổ làm Tư vụ bộ Công.
Cho Phan Huy Chú đã bị cách lại được khai phục làm Tư vụ ngạch ngoại bộ Công. Chú, trước đây, vâng mệnh đi sứ, vì có lỗi phải cách chức, bị phái đi hải ngoại để trổ sức làm việc. Đến bấy giờ làm xong việc công trở về, lại được dùng.
Sau đó, vì chán chốn quan trường, ông cáo bệnh xin về hưu ở làng Thanh Mai, thuộc huyện Tiên Phong (nay là xã Vạn Thắng, huyện Ba Vì, Hà Nội). Ở đây, ông làm nghề dạy học và soạn sách cho đến khi mất.

## Qua đời và tưởng nhớ
Phan Huy Chú mất ngày 27 tháng 4 năm Canh Tý (28 tháng 5 năm 1840) lúc 58 tuổi. Phần mộ của ông hiện ở tại thôn Mai Trai, xã Vạn Thắng, huyện Ba Vì, (trước thuộc Hà Tây, nay thuộc Hà Nội). Mộ phần của ông được tu sửa lại 2 lần và năm 2012 và được xếp hạng Di tích lịch sử cấp quốc gia năm 2014.
Tại Việt Nam, những con đường và ngôi trường mang tên ông từ thời kỳ thuộc địa đã không hề thay đổi cho đến nay mặc dù các con đường khác mang tên của các anh hùng dân tộc Việt Nam lại bị thay đổi qua nhiều biến thiên thời cuộc.
Có thông tin nghi vấn cho rằng, Tổng thư ký Liên Hợp Quốc Ban Ki-moon là hậu duệ của nhà bác học Phan Huy Chú. Ngày 23 tháng 5 năm 2015, Tổng thư ký Liên Hợp Quốc Ban Ki-moon đã đến dâng hương tại nhà thờ dòng họ Phan Huy. Tuy nhiên trong lưu bút của mình, ông Ban chỉ ghi nhận mình là một "thành viên họ Phan" (tức là một người mang họ Phan), chứ không nói rõ là thành viên họ Phan tại Hàn Quốc, hay họ Phan tại Việt Nam (thậm chí dòng họ Phan Huy). Họ Phan là một họ của người Á Đông, có cả ở Hàn Quốc, Trung Quốc lẫn Việt Nam.

## Các tác phẩm chính
- Lịch triều hiến chương loại chí[14]
- Hoàng Việt dư địa chí
- Mai Phong du Tây thành dã lục
- Hoa thiều ngâm lục (tập thơ đi sứ sang Trung Quốc)
- Hoa trình tục ngâm
- Hải trình chí lược, hay còn gọi là Dương trình ký kiến (ghi chép những điều trông thấy lúc đi Batavia)
- Lịch đại điển yếu thông luận,

Và còn nhiều tác phẩm khác nay đã thất lạc
Nhìn chung, Phan Huy Chú nổi tiếng như là một nhà nghiên cứu, biên khảo hơn là nhà thơ, nhà văn. Tác phẩm có giá trị nhất của ông là bộ Lịch triều hiến chương loại chí. Đây có thể xem là "bộ bách khoa toàn thư" đầu tiên của Việt Nam. Kế tiếp, đáng kể nữa là bộ Hoàng Việt dư địa chí, ghi chép về địa lý Việt Nam.

## Sách tham khảo
- Quốc sử quán triều Nguyễn, Đại Nam thực lục (toàn tập). Bản dịch của Trung tâm khoa học xã hội và nhân văn quốc gia, Viện sử học Quốc sử quán triều Nguyễn, Tổ Phiên dịch Viện Sử học phiên dịch. Nhà xuất bản Giáo Dục xuất bản năm 2007.

- Phần "Tiểu sử Phan Huy Chú" in đầu tập 1 của bộ sách Lịch triều hiến chương loại chí (bản dịch gồm 3 tập). Nhà xuất bản Khoa học xã hội, 1992.
- Phan Đăng, Lời nói đầu giới thiệu bộ sách "Hoàng Việt dư địa chí", in trong Tổng tập dư địa chí Việt Nam (tập 1). Nhà xuất bản Thanh Niên, 2012.
- Trần Văn Giáp, Tìm hiểu kho sách Hán Nôm (toàn tập). Nhà xuất bản Khoa học xã hội, 2003.
- Nguyễn Q. Thắng - Nguyễn Bá Thế, Từ điển nhân vật lịch sử Việt Nam. Nhà xuất bản Khoa học xã hội, 1992.
- Nguyễn Lộc, mục từ "Phan Huy Chú" trong Từ điển văn học (bộ mới). Nhà xuất bản Thế giới, 2004.
- Nhiều tác giả, Phan Huy Chú và dòng họ Phan Huy. Sở Văn hóa thông tin Hà Sơn Bình xuất bản, 1983. Trong đó, chủ yếu tham khảo 4 bài viết, là:

-Phan Huy Lê, "Về dòng họ Phan Huy ở Sài Sơn".
-Tạ Ngọc Liễn, "Sự nghiệp còn mãi".
-Kim Anh, "Vai trò gia đình với sự hình thành tài năng Phan Huy Chú".
-Nguyễn Tuấn Thịnh, "Phan Huy Chú-Nhà thư tịch lớn".